# Finanzamt Kaiserslautern
Das Finanzamt in Kaiserslautern befindet sich in einem denkmalgeschützten Gebäude aus dem 19. Jahrhundert.

## Beschreibung
Das 1897 nach Plänen des deutschen Architekten und Baubeamten Ludwig von Stempel errichtete Gebäude wurde zunächst als königliches Hauptzollamt genutzt. Es ist ein dreigeschossiger Sandsteinbau mit einem Walmdach. Heute ist das Kaiserslauterner Finanzamt in dem Gebäude eingerichtet.